# 1987年の日本の女性史
1987年の日本の女性史（1987ねんのにほんのじょせいし）は、1987年（昭和62年）の日本における女性に関するできごとを時系列的に挙げる。
本項目は歴史研究としての女性史ではなく、日本における女性に関するできごとをある体系に基づいて述べようとするものではない。
- 1月- 均等法下のスーパーウーマン・シンドロームを精神科医・墨岡孝が指摘
転勤・深夜労働・家事の圧迫が強まり、うつ状態になる症状をいう。
- 1月17日 厚生省、日本初の女性エイズ患者認定、3日後に死亡
1月27日 東京都、エイズ・テレフォンサービス開始、初日で約2万件の電話殺到
- 1月- 生活保護申請を受理されなかった母子家庭の母親が3人の子を残して衰弱死、札幌市で
- 1月31日 行動する女たちの会、「ラッシュアワーはポルノアワー？」と題し、スポーツ新聞や雑誌のポルノ記事を分析・批判する集会を開催
- 1月- 白い財布が女性に流行、正月のテレビ番組での「辰年の女性は白いものを身につけていると厄除けになる」という占師の発言が発端
- 2月27日 「2・27売上税反対!!消費者・市民決起集会」、地婦連他 主催、1万人参加
- 3月- 福岡市女と男の「夢松原」運動始まる。
福岡市百道浜に美しい松原を育もうと「はかた夢松原の会」発足。荒廃した海岸に松を植え続けるこの運動は、以後全国各地に広がった。
- 3月- レスビアングループ「れ組スタジオ・東京」発足
- 4月1日 関東学院大学、女性だけの土木工学コース開設
- 4月1日 労働4団体（総評、全日本労働総同盟、全国産業別労働組合連合（新産別）、中立労連）と全日本民間労働組合協議会（全民労協）、「女性の自立と男女平等社会の実現をめざして--男女雇用機会均等法施行1周年4・1集会」を開催
- 4月- トーカイ学園日本女子ゴルフ学校 開校、岐阜県端浪市、38人入学
- 4月15日 池袋買春男性死亡事件、買春男性がその女性にサド的行為を強要、女性が手にしたナイフで男性が失血死
12月18日 東京地方裁判所、女性側の過剰防衛と認定し有罪に
- 4月23日 「マーマネットワーク」開業、横浜市で、主婦によるサークルを母体にして発足、その後、会社組織となり全国に展開。
赤ちゃんを産んだ母親向けに子育てのベテラン主婦を相談相手として派遣するシステム、費用1時間1500円、1日4時間以上
- 5月7日 婦人問題企画推進本部「西暦2000年に向けての新国内行動計画」を決定、「男女共同参画型社会」がテーマ
- 5月8日 「労働基準法改悪・変形労働時間導入に反対する集い」日本婦人会議 等主催
- 5月16日 塩川文部大臣、「子どもが義務教育期間中は母親は家庭に戻れ」と発言
- 5月25日 大庭みな子・田辺聖子等4人が女性として初めて芥川賞、直木賞の選考委員に 5.25
- 6月20日 愛新覚羅浩、北京で死亡
元満州国皇帝溥儀の実弟に嫁いだ日本人女性で流転の王妃と呼ばれた。73歳
- 7月- 『週刊文春』で作家林真理子が歌手アグネス・チャンの子連れ出勤を批判、アグネス論争へと展開する。
- 7月25日 外国人の不法就労者を強制送還、女性が6割、そのうちの9割が風俗営業関係
- 7月- 文部省「生涯教育事業調査」、民間カルチャーセンター受講者136万人のうち8割が女性
- 8月- 第1回全国大学女子軟式野球大会、魚津市営球場、産業能率短期大学優勝
- 9月2日 最高裁判所、38年間別居の有責配偶者（破綻原因をつくった夫）からの離婚請求を認める判決
- 9月17日 千葉地方裁判所、電車ホームで酔った男にからまれて突き飛ばした女性に正当防衛、無罪の判決
西船橋駅ホーム転落死事件といわれる。男が都立高校体育科教諭、女性がダンサーという職業の対比からマスコミで興味本位に報道されたりもしたが、この事件の裁判で被告女性を支援する女性団体が、女性に対する性的嫌がらせの概念として「セクシャル・ハラスメント」という言葉を使い始めた。
- 9月25日 税制改革関連法公布、マル優等原則廃止、「配偶者特別控除」新設、税務体系・賃金体系は夫型世帯単位に
「配偶者特別控除」は、専業主婦の内助の功を評価するために設けられた。この制度により、結婚している場合に妻が働くには、フルタイムで働くよりは、パートタイマーのような、非課税限度額の枠内で働く方が有利といった考え方が一般化した。
- 10月1-28日 クレヨンハウスで「第1回女性の本展」開催
- 10月23日 労働省、男女雇用機会均等法施行後初の女子労働者の雇用管理に関する調査結果発表、改善すすむ。
- 10月25日 日本女性学研究会10周年記念シンポジウム「おんなと組織」
- 10月- 労働省「女子パートタイム労働対策研究会」、「パートタイム労働者福祉法」の制定を提唱
- 11月5日 鹿児島市の主婦・池畑隆子、九州初のソムリエに
- 11月8日 岡本綾子、全米女子プロゴルフツアー最終戦で2位、通算獲得賞金46万6034ドル、アメリカ人以外で初の米ツアー賞金女王に
- 11月14日 日本婦人問題懇話会25周年記念のつどい「女たちのきのう・きょう・あす」開催
- 11月21日 アジアの女たちの会10周年記念集会「問い直そう”金持ち”ニッポン女と男」
- 12月18日 警視庁で女性初の管理職、女性警部が誕生、桜井るゑ子
彼女は後に、三田警察署長として、全国初の女性警察署長となった。
- 12月24日 教育課程審議会最終答申、中学・高校の家庭科男女共修を提言

## この年
- 高等専門学校の女子学生2432人、昭和40年度347人の7倍
- 日本で唯一の女性カスタムナイフメーカー平山晴美、「ナイフ・メーカーズ・アンド・ギルド・ショー」で日本人初のベスト・フォールディング・ナイフ賞受賞
- 前年1986年の女性の海外旅行は194万人に達する。
- 北九州市の助産婦・村田千代子、「育児相談センター」開設、情報に振り回されての育児ノイローゼがあまりに多いと
- 文部省技能検定試験に「家庭料理技能検定」が加わる。
- 若い女性の結婚条件として三高（高身長・高学歴・高収入）がいわれるようになる。
- 俵万智の歌集『サラダ記念日』ベストセラーに